# Tierra Blanca (Ucayali)
Tierra Blanca es una localidad peruana ubicada en el distrito de Sarayacu, dentro de la provincia de Ucayali, al suroeste del departamento de Loreto. Su código postal (ZIP) es 16440.

## Descripción
Su alcalde en 2014 fue eulogio sanchez ramirez. Su población en 2017 era de 1.602 personas, 830 hombres y 772 mujeres, que vivían en 356 casas (conocidas como viviendas).
Entre 2017 y 2018, un grupo de menonitas de habla alemana muy conservadores de Belice con 45 familias, en total unas 300 personas, comenzaron una nueva colonia cerca de Tierra Blanca. Estos menonitas son menonitas de etnia muy conservadora de origen alemán que pertenecen a los menonitas de la antigua colonia de los llamados menonitas rusos.

## Deforestación y narcotráfico
Los grupos menonitas y taladores ilegales son acusados por grupos de conservación ambiental de deforestar la selva de los alrededores de Tierra Blanca, solo los menonitas arrasaron 2500 hectáreas. La presencia del narcotráfico y de extranjeros, principalmente brasileños, encargados de la droga también es fuerte, así como los enfrentamientos entre distintas facciones delincuenciales por el monopolio del narco.